# Podvornica
Podvornica je naseljeno mjesto u Republici Hrvatskoj u Zagrebačkoj županiji. 

## Zemljopis
Administrativno je u sastavu općine Kravarsko. Naselje se proteže na površini od 2,03 km².

## Stanovništvo
Prema popisu stanovništva iz 2011. godine u Podvornici živi 115 stanovnika. Gustoća naseljenosti iznosi 57 st./km².
| broj stanovnika | 106   | 113   | 145   | 133   | 136   | 131   | 127   | 113   | 118   | 116   | 116   | 107   | 80    | 69    | 87    | 115   | 117   |
|                 | 1857. | 1869. | 1880. | 1890. | 1900. | 1910. | 1921. | 1931. | 1948. | 1953. | 1961. | 1971. | 1981. | 1991. | 2001. | 2011. | 2021. |